# Cyonosaurus
Cyonosaurus is een geslacht van viervoeters uit de Gorgonopsia, een onderorde van de Therapsida. Dit dier leefde tijdens het Laat-Perm en mogelijk vroegste Trias in zuidelijk Afrika. 
Algemeen wordt verondersteld dat de Gorgonopsia 252 miljoen jaar geleden volledig uitstierven. Een incomplete schedel van Cyonosaurus is gemeld uit het oudste deel van de Lystrosaurus-faunazone in de Zuid-Afrikaanse Karoo, maar deze vondst werd over het algemeen beschouwd als misidentificatie of dat het door erosie in een jongere aardlaag terecht was gekomen.  Twee nieuwe specimen van dit geslacht uit de Lystrosaurus-faunazone werden in 2022 gerapporteerd, waarvan één uit aardlagen die uitsluitend in het Vroeg-Trias zijn afgezet met een groot aantal fossielen die uniek zijn voor de Lystrosaurus-faunazone. 
Cyonosaurus lijkt ook de geschiktste vorm om het massale uitsterven te overleven; met het formaat van een vos was het de kleinst bekende gorgonopsiër en bovendien een generalistische carnivoor, waarmee Cyonosaurus flexibeler was en zich makkelijker kon aanpassen aan de veranderende omstandigheden dan zijn grotere verwanten. Dit lijkt er op te wijzen dat de gorgonopsiërs tot in het vroegste Trias wisten te overleven, hoewel ze wel zeldzaam en klein waren met slechts één bekende vorm. Als groep zijn de Gorgonopsia nog steeds te beschouwen als slachtoffer van de Perm-Trias-massa-extinctie. 